# The Dark Horse
The Dark Horse és una pel·lícula dramàtica de Nova Zelanda de 2014 escrita i dirigida per James Napier Robertson i protagonitzada per Cliff Curtis i James Rolleston. Va guanyar els premis a la Millor pel·lícula, Millor director, Millor guió, Millor actor, Millor actor secundari i Millor banda sonora als 2014 New Zealand Film Awards, Millor pel·lícula al Festival Internacional de Cinema de Seattle (SIFF) de 2015, al Festival Internacional de Cinema de San Francisco (SFIFF) de 2015 i al Festival Internacional de Cinema de Rotterdam (IFFR) de 2015, que els crítics del New York Times escolliren. i els crítics de la revista Time, i va ser etiquetat pels principals crítics de Nova Zelanda com "Una de les millors pel·lícules de Nova Zelanda mai feta". Es va estrenar al Festival Internacional de Cinema de Toronto de 2014, i va ser creat per la productora Four Knights Film. La pel·lícula es va estrenar als cinemes als Estats Units. de Broad Green Pictures l'1 d'abril de 2016.

## Argument
The Dark Horse està basat en la història de la vida real de Genesis Potini, un brillant jugador d'escacs de Nova Zelanda que patia un sever trastorn bipolar. La pel·lícula comença amb ell caminant per un carrer sota la pluja, abans d'entrar a una botiga d'antiguitats i jugar una partida d'escacs amb ell mateix. Té flashbacks en què el seu germà gran li va ensenyar escacs i, finalment, els agents de policia el porten a un hospital a causa del seu estat mental. El deixa a càrrec del seu germà Ariki, que li permet dormir a l'habitació del seu fill. En sentir parlar d'un club d'escacs dirigit pel seu vell amic d'escacs Noble Keelan, va a casa seva a primera hora del matí per demanar-li unir-se. Se li diu que només pot fer-ho si promet que no "trencarà el vaixell". Genesis coneix el club Eastern Knights Chess en un cobert on s'assabenta que només tenen un tauler d'escacs i que els nens no estan especialment motivats. Es presenta i revela que vol portar-los als Campionats Nacionals Júnior a Auckland, una cosa noble que inicialment frustra Genesis. En Mana, el fill de l'Ariki, el va seguir al club, i es revela que rebrà la insígnia de la banda del seu pare, els Vagrants, el dia del seu aniversari. Es lliura a Mutt per endurir-lo i l'Ariki, creient que Genesis podria interferir amb aquest procés, li demana que se'n vagi. Genesis comença a dormir al monument a Kaiti Hill, i dirigeix reunions al club d'escacs, que ara se celebren al marae amb nous jocs d'escacs. Mana, encara que inicialment hostil cap a Genesis, comença a veure'l amb més regularitat i s'uneix al club d'escacs. Mana revela que en Mutt l'ha abusat i l'ha orinat com a part de la seva iniciació a la banda. També té una V tatuada a la cara.
La mare d'un dels membres d'Eastern Knights descobreix que Genesis no té llar i es nega a deixar que el seu fill hi participi, provocant-li un altre colapse mental. Sandy li permet dormir a casa d'uns amics, i tots es preparen per anar a Auckland pel campionat. En Mana s'adona que no pot venir, ja que és el dia que li entreguen la insígnia, i se'n va enfadat. Genesis intenta enraonar amb l'Ariki, però aquest es nega a deixar marxar en Mana. El dia que marxen cap a Auckland Genesis s'atura al monument per recollir un Mana angoixat i diu que l'Ariki li ha permès venir. Van a Auckland, i tots els membres dels Eastern Knights perden les seves partides, excepte en Michael i en Mana. Aquella nit, en Mana revela que sap la cançó del Genesis sobre ell amb permís per venir, però que en Mana sap que el seu pare s'està morint. Acaba perdent el seu partit l'endemà, però Michael passa a competir a la final. Genesis crida repetidament durant la final, i ha de ser enviat fora, però Michael acaba guanyant la final. L'Ariki arriba poc després i li dona un cop de puny a Genesis abans que cridi a Mana perquè pugi al cotxe. Els Eastern Knights viatgen de tornada a Gisborne, i Genesis està visiblement molest. Va a casa del seu germà per trobar el seu nebot, que està inconscient amb un ull negre. Es revela que acaba de ser colpejat, i Mutt comença a vèncer a Genesis, però l'Ariki l'atura. Genesis treu la jaqueta de Mana i surten junts, sent seguits i insultats verbalment per Mutt. Altres membres de la banda comencen a vèncer en Mutt, i Genesis i Mana se'n van. El final revela que el club d'escacs dels Eastern Knights encara s'està gestionant i que Genesis va morir el 2011.

## Repartiment
- Cliff Curtis - Genesis
- James Rolleston - Mana
- Wayne Hapi - Ariki
- Kirk Torrance - Noble
- Miriama McDowell - Sandy
- Baz Te Hira - Mutt
- Xavier Horan - Jedi
- James Napier Robertson - Dave

## Bases de la vida real
El personatge que interpreta Curtis, Genesis, està inspirat en el jugador i entrenador d'escacs de Gisborne Genesis Potini, que va morir el 2011. En ensenyar a jugar als joves locals d'escacs, esperava donar-los un enfocament positiu a la vida i dissuadir-los de participar en bandes i crims. Potini va lluitar amb el trastorn bipolar, que va requerir estades hospitalàries freqüents. Potini havia estat objecte d'una pel·lícula documental ben rebuda el 2003, Dark Horse. A petició del director James Napier Robertson, Curtis va guanyar prop de 27 kg de pes i es va mantenir en el personatge durant tota la sessió de rodatge interpretant a Genesis. Napier Robertson també va fer que Curtis estudiés escacs amb alguns dels primers amics de Potini, inclòs el Mestre FIDE Ewen Green.

## Estrena

### Taquilla
The Dark Horse a recaptar 67.533 dòlars als Estats Units i Canadà i 1,8 milions de dòlars a altres països per un total mundial d'1,9 milions de dòlars, contra un pressupost de producció de 2,1 milions de dòlars.

### Recepció crítica
A l'agregador de ressenyes Rotten Tomatoes, la pel·lícula té un índex d'aprovació del 97%, basat en 62 crítiques, amb una valoració mitjana de 7,5/10. El consens crític del lloc diu: "Liderat per una actuació destacada de Cliff Curtis, The Dark Horse aborda temes complexos amb una història rica en capes, impredictible i profundament impactant." A Metacritic, la pel·lícula té una puntuació de 77 sobre 100, basada en 20 crítics, que indica "crítiques generalment favorables". Després de la seva estrena com a pel·lícula de la nit d'obertura del Festival Internacional de Cinema de Nova Zelanda el 17 de juliol de 2014, The Dark Horse va ser declarat per la RNZ National Review "Una de les millors pel·lícules de Nova Zelanda mai fetes ". La pel·lícula es va convertir en un èxit de taquilla de Nova Zelanda, recaptant 2 milions de dòlars i rebent crítiques unànimement fortes. El New Zealand Herald la va puntuar amb 5 estrelles, qualificant-la d' "una pel·lícula fantàstica i profundament impactant", elogiant la "direcció valenta, segura i en capes" i l'"actuació imponent de Cliff Curtis". Es va estrenar a les sales de cinema a Austràlia el 20 de novembre de 2014. The Australian la va anomenar "excel·lent... una obra kiwi, i en gran part maori, de la màxima excel·lència artística"; el Sydney Morning Herald la va elogiar com a "possibilitat segurament la millor pel·lícula que ha sortit de Nova Zelanda des d' Once Were Warriors el 1994". Es va estrenar internacionalment al Festival Internacional de Cinema de Toronto de 2014 Variety anomenant-la "excepcional... l'exportació cinematogràfica més mereixedora que va sorgir de Nova Zelanda en anys", The Hollywood Reporter anuncià que "certament atraurà atenció de premis", i Indiewire el van qualificar dA', elogiant-lo com a "movedor i increïblement humanista."

## Premis i nominacions
| Any  | Premi                                             | Categori                                   | Obra                                                     | Result at | Ref.   |
| ---- | ------------------------------------------------- | ------------------------------------------ | -------------------------------------------------------- | --------- | ------ |
| 2014 | Asia Pacific Screen Awards                        | Millro actuació d’un actor                 | Cliff Curtis                                             | Guanyador | [ 24 ] |
| 2014 | 2014 Rialto Channel New Zealand Film Awards       | Millor pel·lícula                          | The Dark Horse                                           | Guanyador | [ 25 ] |
| 2014 | 2014 Rialto Channel New Zealand Film Awards       | Millor director                            | James Napier Robertson                                   | Guanyador | [ 25 ] |
| 2014 | 2014 Rialto Channel New Zealand Film Awards       | Millor guió                                | James Napier Robertson                                   | Guanyador | [ 25 ] |
| 2014 | 2014 Rialto Channel New Zealand Film Awards       | Millor actor                               | Cliff Curtis                                             | Guanyador | [ 25 ] |
| 2014 | 2014 Rialto Channel New Zealand Film Awards       | Millor actor secundari                     | James Rolleston                                          | Guanyador | [ 25 ] |
| 2014 | 2014 Rialto Channel New Zealand Film Awards       | Millor banda sonora                        | Dana Lund                                                | Guanyador | [ 25 ] |
| 2014 | 2014 Rialto Channel New Zealand Film Awards       | Millor actor secundari                     | Wayne Hapi                                               | Nominat   | [ 25 ] |
| 2014 | 2014 Rialto Channel New Zealand Film Awards       | Millor perruqueria i maquillatge           | Jane O'Kane                                              | Nominat   | [ 25 ] |
| 2014 | 2014 Rialto Channel New Zealand Film Awards       | Millor disseny de vestuari                 | Kristin Seth                                             | Nominat   | [ 25 ] |
| 2014 | 2014 Rialto Channel New Zealand Film Awards       | Millor muntatge                            | Peter Roberts                                            | Nominat   | [ 25 ] |
| 2014 | 2014 Rialto Channel New Zealand Film Awards       | Millor so                                  | Chris Todd, Nick Buckton, Fred Enholmer, Tim Chaproniere | Nominat   | [ 25 ] |
| 2014 | 2014 Rialto Channel New Zealand Film Awards       | Millor disseny de producció                | Kim Sinclair                                             | Nominat   | [ 25 ] |
| 2014 | 2014 Rialto Channel New Zealand Film Awards       | Millor fotografia                          | Denson Baker                                             | Nominat   | [ 25 ] |
| 2014 | New Zealand Writers Guild                         | Millor pel·lícula                          | The Dark Horse                                           | Guanyador | [ 26 ] |
| 2015 | Art Film Fest                                     | Millor director                            | James Napier Robertson                                   | Guanyador | [ 27 ] |
| 2015 | Art Film Fest                                     | Millor pel·lícula                          | The Dark Horse                                           | Nominat   | [ 27 ] |
| 2015 | Dublin Film Critics' Circle                       | Millor actor                               | Cliff Curtis                                             | Guanyador | [ 28 ] |
| 2015 | Dublin Film Critics' Circle                       | Millor pel·lícula                          | The Dark Horse                                           | Nominat   | [ 28 ] |
| 2015 | Heartland Film Festival                           | Truly Moving Picture Award                 | The Dark Horse                                           | Guanyador | [ 29 ] |
| 2015 | Festival Internacional de Cinema de Rotterdam     | Premi de l'Audiència                       | James Napier Robertson                                   | Guanyador | [ 30 ] |
| 2015 | Festival Internacional de Cinema de Rotterdam     | Premi MovieZone                            | The Dark Horse                                           | Guanyador | [ 30 ] |
| 2015 | Festival de Cinema de Múnic                       | Millor pel·lícula internacional            | The Dark Horse                                           | Nominat   | [ 31 ] |
| 2015 | Festival de Cinema de Múnic                       | Millor pel·lícula per un director emergent | James Napier Robertson                                   | Nominat   | [ 31 ] |
| 2015 | Festival Internacional de Cinema de Seattle       | Millor pel·lícula                          | The Dark Horse                                           | Guanyador | [ 32 ] |
| 2015 | Festival Internacional de Cinema de Seattle       | Millor actor                               | Cliff Curtis                                             | Guanyador | [ 32 ] |
| 2015 | Festival Internacional de Cinema de San Francisco | Millor pel·lícula                          | The Dark Horse                                           | Guanyador | [ 33 ] |
| 2015 | Festival Internacional de Cinema de Palm Springs  | Premi de l'Audiència                       | The Dark Horse                                           | Guanyador |        |
| 2015 | Festival de Cinema de Washington DC               | Recmanació                                 | The Dark Horse                                           | Guanyador |        |
| 2015 | Festival Internacional de St Tropez               | Millor pel·lícula                          | The Dark Horse                                           | Guanyador |        |